# Фамойнш
Фамойнш (порт. Famões)  —  район (фрегезия) в Португалии,  входит в округ Лиссабон. Является составной частью муниципалитета  Одивелаш. Находится в составе крупной городской агломерации Большой Лиссабон. По старому административному делению входил в провинцию Эштремадура. Входит в экономико-статистический  субрегион Большой Лиссабон, который входит в Лиссабонский регион. Население составляет 9008 человек на 2001 год. Занимает площадь 4,69 км².
Покровителем района считается Дева Мария (порт. Maria). 

## История
Район основан в 1989 году.

## Демография
| Численность населения муниципалитета по годам | Численность населения муниципалитета по годам |
| --------------------------------------------- | --------------------------------------------- |
| 1991                                          | 2001                                          |
| 7 566                                         | 9 008                                         |